# Molophilus eugonius
Molophilus eugonius là một loài ruồi trong họ Limoniidae. Chúng phân bố ở miền Australasia.